# Apristurus investigatoris
Apristurus investigatoris är en hajart som först beskrevs av Misra 1962.  Apristurus investigatoris ingår i släktet Apristurus och familjen rödhajar. IUCN kategoriserar arten globalt som otillräckligt studerad. Inga underarter finns listade i Catalogue of Life.

## Bildgalleri

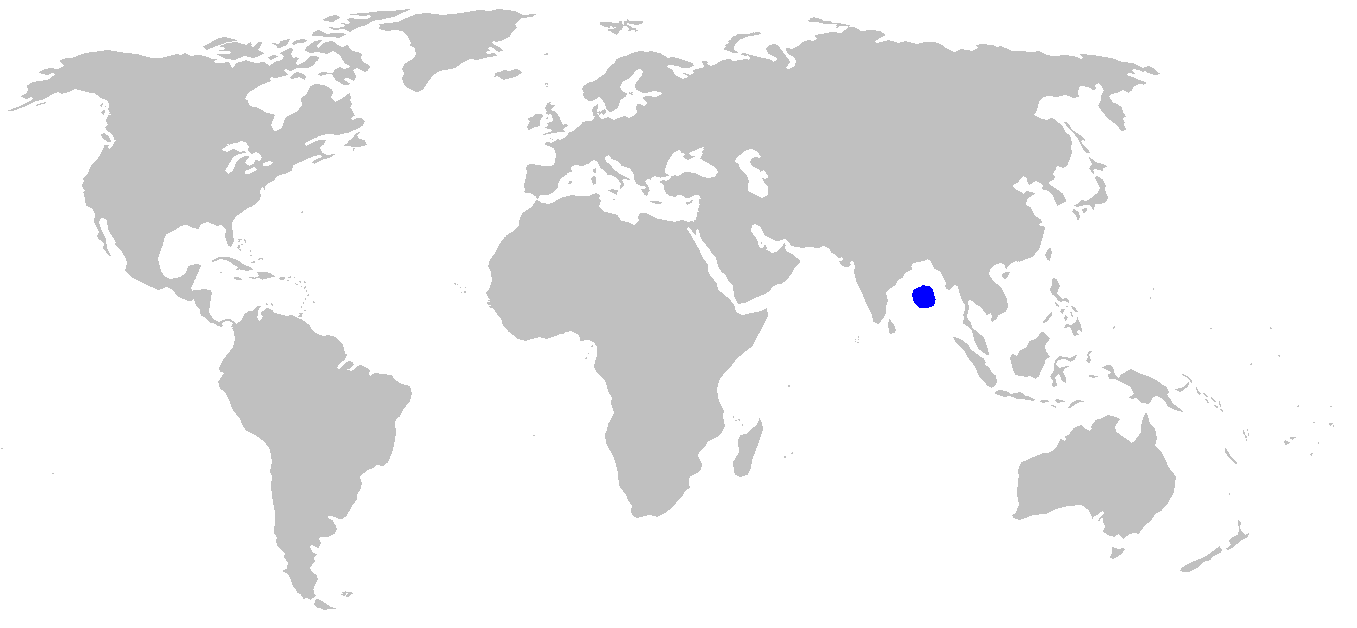